# Companhia de Desenvolvimento Econômico de Minas Gerais
A Companhia de Desenvolvimento Econômico de Minas Gerais (Codemig) é uma sociedade de economia mista responsável pela exploração do nióbio no estado de Minas Gerais. Atualmente, a Codemig é uma subsidiária da Codemge. Durante o Governo Zema, em 2019, houve discussões sobre sua privatização, como parte do Plano de Recuperação Fiscal da União.

## Cronologia

### 1950, 1960 e 1970
A Codemig tem suas origens em 1957, com a criação da Companhia Agrícola de Minas Gerais (Camig) pela Lei nº 1.716, de 21 de dezembro de 1957. A empresa herdou o patrimônio e as atribuições da Fertilizantes Minas Gerais S/A (Fertisa), uma empresa de economia mista criada no início da década de 1950.
A Camig adquiriu os direitos de lavra da apatita (fosfato) e do pirocloro (nióbio), substituindo a Fertisa no contrato de arrendamento com a Distribuidora e Exportadora de Minérios e Adubos S/A (Dema). Anos depois, a Dema mudou sua razão social para Companhia Brasileira de Metalurgia e Mineração (CBMM).
Em 1972, foi criada a Companhia Mineradora de Pirocloro de Araxá (Comipa), uma parceria entre a Camig (51%) e a CBMM (49%). Os direitos de lavra para a produção de nióbio foram arrendados à CBMM.
No mesmo ano, a Camig arrendou à Arafértil (parte do grupo Bunge) a exploração das reservas de apatita, utilizadas para a produção de fosfatos.
Durante a década de 1970, a Camig participou de importantes programas de expansão da fronteira agrícola em Minas Gerais, como o Programa de Assentamento Dirigido do Alto Paranaíba (Padap), o Programa de Desenvolvimento dos Cerrados (Polocentro) e o Programa de Área Geoeconômica de Brasília.

### 1980 e 1990
Em 1980, a Fábrica de Fertilizantes de Araxá alcançou um recorde de produção, com 132.000 toneladas de fosfato.
Em 1990, a Camig incorporou a Metais de Minas Gerais S/A (Metamig) e passou a se chamar Companhia Mineradora de Minas Gerais (Comig).
Em 1994, a Comig incorporou a Águas Minerais de Minas Gerais (Hidrominas).
Na década de 1990, a Comig adotou uma política de arrendamento das suas operações, incluindo a Unidade Industrial de Arcos (calcário e cal), a Unidade Industrial de Governador Valadares (moagem de feldspato), o Palace Hotel de Poços de Caldas e o Grande Hotel de Araxá.

### 2000
Em 2001, o Grande Hotel de Araxá foi reaberto após uma ampla reforma e modernização.
Em 2003, foi criada a Companhia de Desenvolvimento Econômico de Minas Gerais (Codemig) pela Lei 14.892/2003.
Nesse mesmo ano, foi renovado o contrato de arrendamento entre a Codemig e a CBMM, por meio da Comipa, com duração de 30 anos.
Em 2004, a Codemig incorporou os ativos da Frigoríficos de Minas Gerais S/A (Frimisa).
A partir de 2004, a Codemig implementou o Proacesso, um programa de pavimentação de estradas, ligando municípios anteriormente acessíveis apenas por estradas de terra às rodovias principais. Em 2005, foi lançado o projeto Linha Verde, que envolveu a construção de um conjunto de obras viárias na Região Metropolitana de Belo Horizonte.
Em 2006, a Codemig inaugurou o Expominas Belo Horizonte, centro de eventos que sediou a 47ª Reunião Anual do Banco Interamericano de Desenvolvimento (BID). No mesmo ano, foi inaugurado o Expominas Juiz de Fora.

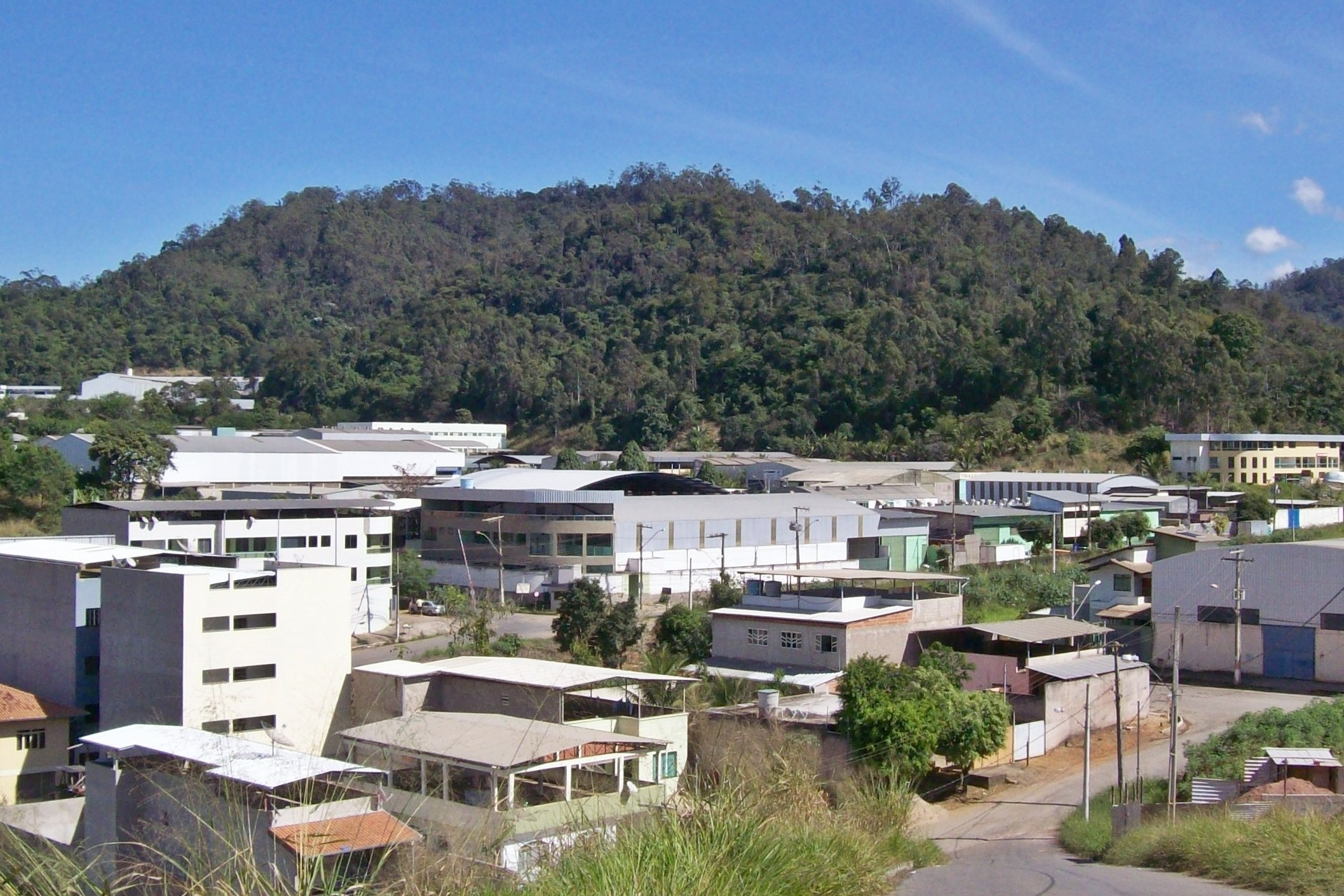
Vista do Distrito Industrial de Coronel Fabriciano, administrado pela Codemig.

Em 2007, a Codemig foi encarregada de licitar e coordenar a construção da Cidade Administrativa do Estado de Minas Gerais, projetada pelo arquiteto Oscar Niemeyer. Inaugurada em março de 2010, a obra custou R$1 bilhão, financiada pela Codemig.

### 2010
Em janeiro de 2018, a Codemig foi transformada em sociedade de economia mista.
Em fevereiro de 2018, ocorreu a cisão da Codemig e a criação da Codemge. A Codemig tornou-se uma subsidiária da Codemge, sendo responsável exclusivamente pela exploração do nióbio, enquanto a Codemge atua como agente de desenvolvimento econômico de Minas Gerais. A Codemig continua controlando a Comipa (51%).